# Charles Edward Pratt
Charles Edward Pratt (15. juli 1911 - 24. februar 1996) var en amerikansk-født canadisk roer og arkitekt, født i Boston.
Pratt vandt bronze i dobbeltsculler ved OL 1932 i Los Angeles (sammen med Noël de Mille. I finalen blev de besejret af amerikanerne William Gilmore og Ken Myers, som vandt guld, samt af Gerhard Boetzelen og Herbert Buhtz fra Tyskland, som tog sølvmedaljerne.
Pratt gjorde senere karriere som arkitekt, og designede adskillige store bygninger i Vancouver.

## OL-medaljer
- 1932:  Bronze i dobbeltsculler